# Antonio Vivarini

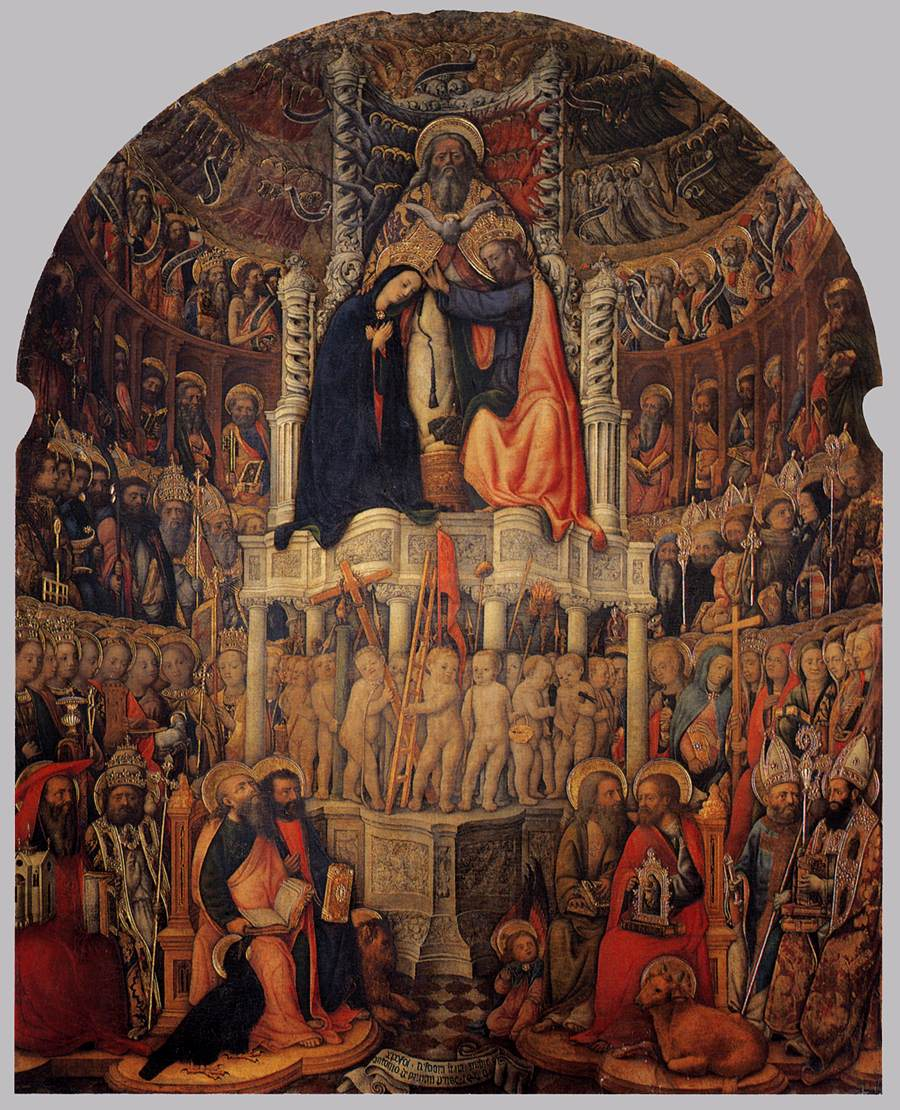
Coronació de la Mare de Déu. Galeria de l'Acadèmia de Venècia

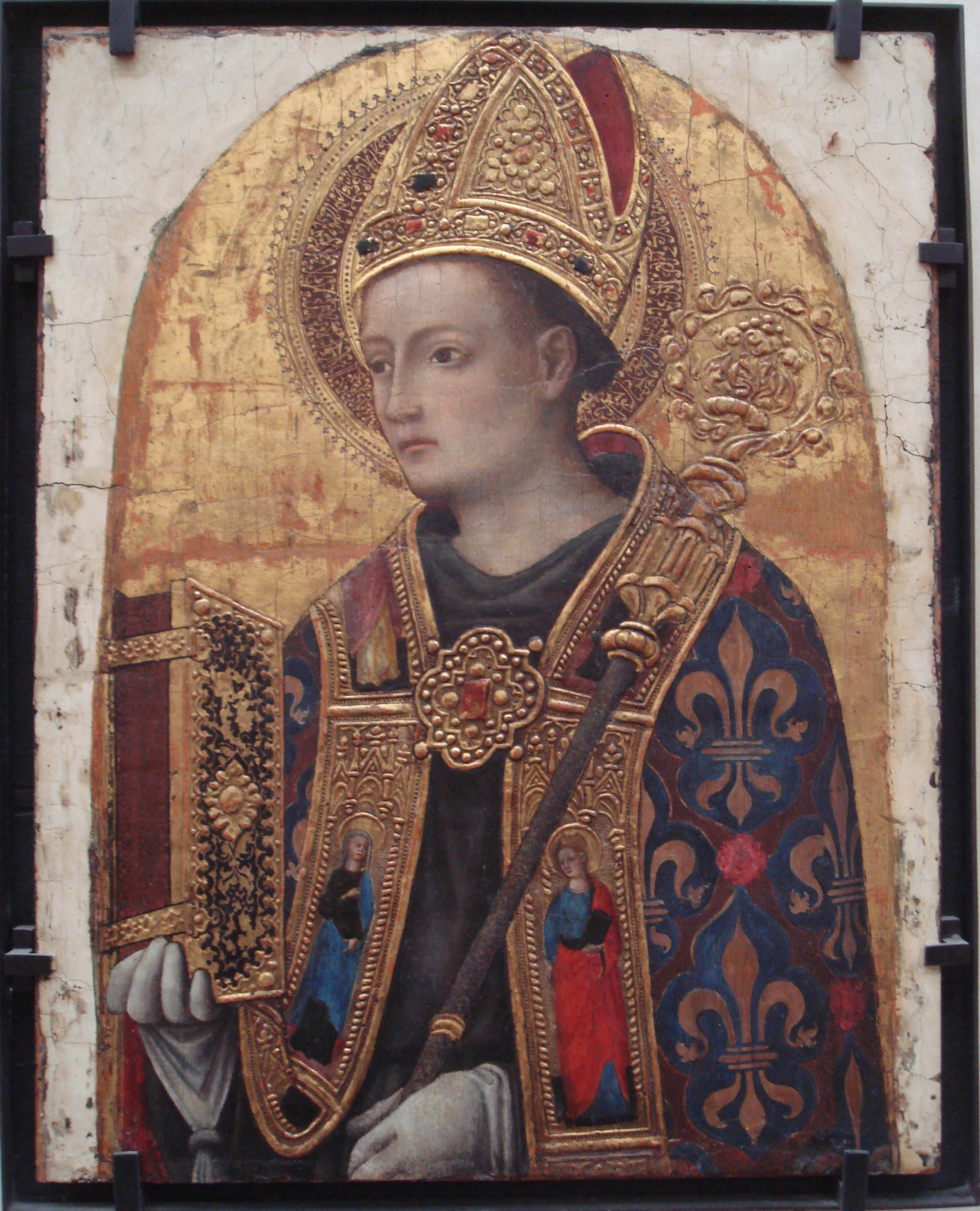
Sant Lluís de Tolosa. Museu del Louvre

Antonio Vivarini, conegut també com a Antonio da Murano, (Murano, c. 1402 - Venècia, c. 1484) va ser un pintor italià del Renaixement, probablement el primer procedent de la família dels Vivarini.

## Biografia
Antonio va començar a treballar com a mestre vidrier, ocupació tradicional de la seva família, per a després concentrar-se en la pintura. Considerat comunament membre de l'escola d'Andrea da Murano, les seves obres estan profundament influïdes per Gentile da Fabriano. La seva primera obra coneguda és un retaule datat el 1440 i conservat avui en dia en la Galeria de l'Acadèmia de Venècia. La seva última obra, el Políptic de sant Antoni Abat, datat el 1464, es conserva als Museus Vaticans.
Va treballar amb freqüència amb el seu cunyat Giovanni d'Alemagna. Després de la seva mort, va pintar principalment en solitari o al costat del seu germà petit Bartolomeo Vivarini. Les seves obres presenten una considerable atenció a una cromaticitat delicada i refinada, sobretot en l'encarnat de la pell del personatges.
L'any 1448, Antonio va signar un contracte per decorar al costat del seu cunyat la meitat de la capella Ovetari a l'església dels Eremitani de Pàdua. L'altra meitat va ser encomanada a Andrea Mantegna i Niccolo Pizzolo. Mentre els muranesos van realitzar la seva part dintre el seu tradicional estil gòtic tardà, els seus col·legues més joves es van afanyar a aconseguir una obra plena de referències classicistes i estudis de perspectiva, que anunciaven una nova manera de pintar. La confrontació d'ambdues escoles va ser important per als Vivarini, que van introduir algunes de les novetats en el seu estil, tímidament Antonio, però d'una manera més evident el seu germà petit Bartolomeo.
A la mort de Giovanni (1450), va tornar definitivament a Venècia, on va realitzar una sèrie d'obres influïdes per la seva experiència paduana. Tanmateix, al final de la seva carrera, sembla haver passat un període de crisi, perquè les seves figures es tornen més dures, potser intentant emular la claror de disseny de Mantegna, però perdent en el camí l'elegància gòtica.
Tres de les seves obres principals són Mare de Déu entronitzada amb sants, Coronació de la Mare de Déu i Sant Pere i Jeroni. Les dues primeres es conserven a la Galeria de l'Acadèmia de Venècia, mentre que l'altra es troba a la National Gallery de Londres.
Fill seu seria el, a la fi, més cèlebre pintor de la família, Alvise Vivarini.